# Tanuki

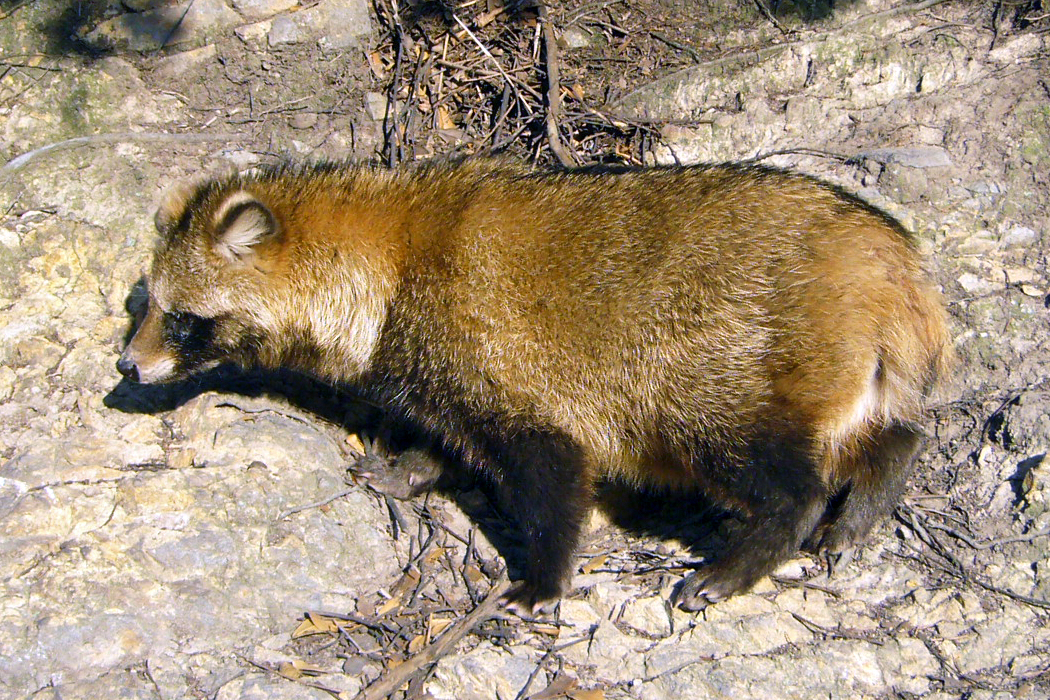
Japán nyestkutya, azaz tanuki

A tanuki (狸) (Nyctereutes procyonoides viverrinus) a nyestkutya egy Kelet-Ázsiában őshonos alfaja. Gyakran hibásan borznak vagy mosómedvének nézik őket a külső hasonlóságaik miatt, pedig ezek a fajok nem rokonai egymásnak.
A nyestkutyáknak ezen alfaja főleg Japánban őshonos, de Ázsiaszerte több mérsékelt övi erdőség mentén és fás sztyeppéken is megtalálhatóak.
A tanukik a japán néphiedelemben ősidők óta jelen vannak, rengeteg mese és monda szól róluk. Legfőképpen alakváltó képességükről híresek, mellyel átverik az embereket. Gyakran megjelenített figura a japán képzőművészetben. Sokszor láthatóak boltok és éttermek bejáratai előtt is szerencsehozó figuraként.

## Jellemzői

### Kinézete
A tanuki rókatermetű emlősállat. Fejszerkezete hasonlít a mosómedvéére, szeme körül fekete „álarc” van, ami lehúzódik egészen a nyakáig. Pofája fehér, lábai feketék. Bundájának színe egyedenként változó, az okkersárgától egészen a feketéig terjedhet.

### Táplálkozása
Éjszakai ragadozó állat, főleg gyümölcsökkel, bogyókkal, rovarokkal, halakkal és kisebb emlősökkel táplálkozik.

### Előfordulása

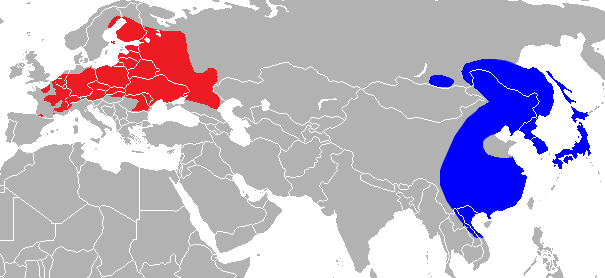
A tanuki elterjedése

Kelet-Ázsiában őshonos faj, egyedei legnagyobb számban Japánban, Kínában és Észak-Vietnámban találhatóak meg. Mára már Oroszország nyugatabbra eső területein is előfordulhatnak. Az európai kontinensen viszonylag alacsony példányszámban vannak jelen, ugyanis ezekre a területekre főleg betelepítéssel kerültek. Magyarországon 1961-ben ejtették el az első példányt, Szabolcs-Szatmár-Bereg megyében. Azóta is szórványosan előfordul.

## A tanuki a népi közhiedelemben

### Kinézet és szimbólumok

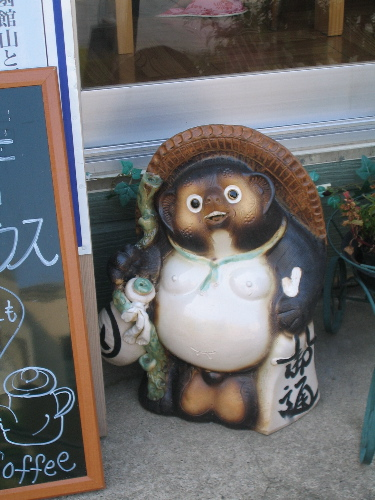
Shigaraki Tanuki

A tanukikat legtöbbször ugyanazokkal az attribútumokkal ábrázolják. Fejükön általában nagy kerek bambuszkalap van, ami segít elkerülni a balszerencsét és a betegségeket. A tanukik arcán mindig széles mosoly ül. Két nagy szemük segít jó döntéseket hozni. Egyik kezükben egy szakés kannát tartanak, amire a „hacsi” (八, hachi) kanji van festve. Ez a szerencsehozó szimbólumok számára utal. A szakés kanna az erényt jelképezi. A másik kezében vagy egy üres pénztárca, vagy egy kötelezvény van, ami a bizalom jelképe, és annak is, hogy soha nem fizet. A nagy, bozontos farok a sikerek elérésében ad segítséget, a hatalmas kerek has pedig határozottságot és nyugodt döntéskészséget mutat. Gyakran ábrázolják még őket hatalmas, földig érő herékkel is, melyeket poggyászként vagy dobként használnak utazásaik során. Ez pedig a pénzügyekkel kapcsolatos szerencsét hozza meg. Ez az ábrázolásmód a Kamakura-korban alakult ki.
A tanukik óriási heréit nem csak a képzőművészetben jelenítik meg: vidám gyermekdalok és mondókák is elmesélik.
たんたんたぬきの金玉は、
風もないのに、
ブラブラ
Tan Tan Tanuki no kintama wa, 
Kaze mo nai no ni,
Bura bura
Ezt nagyjából így fordíthatjuk:
Tan-Tan-Tanuki heréi (kintama, 金玉, Szó szerint azt jelenti „arany” (金, kin) + „golyó” (玉, tama)
Ha a szél nem is fúj
Lengenek lengenek"

### Legendák
A tanukikról és az egyéb Jókai-okról (妖怪, youkai, a Sintó hitvilágban létező démon, szellem vagy szörny) szóló legendák és történetek főleg a Buddhizmus Japánban való elterjedése előtt jöttek létre, ugyanis a buddhizmus térhódítása után a szellemvilág már jóval kevesebb figyelmet kapott.
A tanukik mágikus erejű lények, akik főképp alakváltó képességeikről híresek. A tanuki átváltozásának fontos eleme a falevél. Sok képzőművészeti alkotáson látható levéllel a homlokán ábrázolva. Egyes területeken azt tartják, hogy nem csak ő maga tud átváltozni, de képes tárgyak alakját is megváltoztatni. Több történet is számol be arról, hogy a trükkös teremtmények pénznek álcázott faleveleket adnak a kocsmárosnak, és így jutnak ingyen szakéhoz és ételhez.
Legfőképpen pocakos, alkoholista nőcsábászok és vándorló szerzetesek alakját szeretik felvenni.
Bár a tanukikat tréfáik ellenére kedves, szerethető lénynek mutatják be, a Kamakura és Muromacsi korból maradtak fent mítoszok, melyek pontosan ennek az ellenkezőjét láttatják.

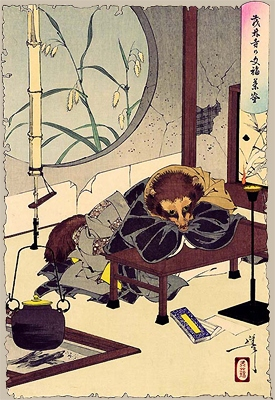
Yoshitoshi Bunbuku Chagama

#### Kacsi-Kacsi Jama
Az egyik leghíresebb fennmaradt legendák egyike a Kacsi-Kacsi Jama (かちかち山). A történet szerint egy gazdának sikerült csapdába ejtenie egy tanukit, aki a földjén ólálkodott, majd fellógatta egy fára, hogy később megfőzze és megegye. Míg a férfi a városon kívül járt, a tanuki az életéért könyörgött a gazda feleségének aki éppen mocsit készített. Az nő szíve megenyhült rajta és elengedte őt. Miután elengedte, a lény ellene fordult, agyonütötte, és megfőzte levesnek a jószívű asszonyt, majd ezután fölvette annak alakját. A levest később felszolgálta a mit sem sejtő férjnek, magát pedig csak az étkezés után leplezte le.
A Japán szóbeszédben azóta is jelen van egy bizonyos ironikusan „tanuki-levesnek” nevezett recept.

#### Bunbuku Csagama
Ez a történet is a legismertebbek egyike, azonban a tanukikat egy teljesen más oldalukról mutatja be. Egy nap egy igazán szegény ember talált egy csapdába esett tanukit, megmentette, majd az hálából felajánlotta neki hogy teáskannává változik, ő pedig adja el, hogy legyen miből élelmet vásárolni a magának. Egy szerzetes meg is vette tőle és hazavitte a Morindzsi templomba (Morinji, Tatebajasi, Gunma prefektúra).
Mikor a szerzetes a tűz felé tette a kannát, az elkezdett mozogni, táncolni, és össze-vissza szaladgálni a szobában. Onnantól kezdve az emberek csodájára jártak a Morindzsi templom, táncoló kannájának.
A templomot azóta is híres turista látványosságként tartják számon. Bejárata előtt huszonegy tanuki szobor áll, illetve megtekinthető a híres teáskanna is.

## A tanuki a populáris kultúrában
A tanuki a Japán populáris kultúra visszatérő karaktere, számos filmben, animációs filmben és videójátékban is ábrázolják.

### Videójátékok
- A világhírnek örvendő Super Mario Bros. 3, Super Mario 3D Land, New Super Mario Bros. 2 és Super Mario 3D Worldjátékokban a hős, Mario, fel tud ölteni egy tanuki ruhát. A ruha felöltésével képes lesz annak minden, a mitológiából ismert képességét alkalmazni.
- A Nintendo 3Ds specifikus Animal Crossing videójáték szériában Tom Nook egy visszatérő karakter, egy tanuki, csakúgy mint unokaöccsei, Timmy és Tommy.
- A Shadow Tactics: Blades of the Shogun című játékban az egyik játszható karakter háziállata és egyben társa egy idomított tanuki, akit Kuma-nak hívnak.

### Anime és manga
- A Ghibli Stúdió Pom Poko című animációs filmje egy csapat tanukiról szól, akik alakváltó varázserejükkel próbálják megmenteni élőhelyüket az emberek pusztításától.
- Kisimoto Maszasi Naruto című manga és anime szériájában, Gára erejét a testébe zárt egyfarkú tanuki démontól kapja.
- Oda Eiicsiró One Piece című anime és manga szériájában Choppert gyakran tévesztik össze egy tanukival furcsa megjelenése miatt.
- Wacuki Nobuhiro Ruróni Kensin című manga szériájában Kamija Kaorut gyakran hasonlítják a tanukikhoz.
- Takahasi Rumiko InuYasha című manga és anime sorozatában Hacsiemon is egy tanuki, akinek ezt neve is szimbolizálja.
- A BNA: Brand New Animal főszereplője egy lány, aki egy nap hirtelen átváltozik tanukivá, és képes lesz megváltoztatni az alakját.

## Érdekességek
- November 8-a, vagyis 11.08. a tanuki ünnepének napja. Ezzel a tizenegy az ii azaz jó jelentésre, és a nyolc a tanuki ábrázolásokon megtalálható szimbólumok számára utalnak.
- A tanukikat finom tapintású szőrük miatt vadásszák, illetve telepítik be bizonyos országokban. Sok ruhára pedig úgy teszik rá bundájukat, mintha az műszőrme lenne. Erre a tényre néhány évvel ezelőtt egy állatvédő szervezet világított rá.
- Ez az egyetlen kutyaféle, ami téli álmot alszik.
- 1994. október 31-én egy japán csillagász, T. Kobayashi egy a Naprendszer kisbolygó övében található aszteroidát fedezett fel, mely a "10154 Tanuki" nevet kapta.